# Тарчоков, Камбулат Кицуевич
Камбулат Кицуевич Тарчоков (26 октября [8 ноября] 1911, Хату Анзорово, Терская область — 18 августа 1977) — советский хозяйственный и государственный деятель, Герой Социалистического Труда.

## Биография
Родился 26 октября 1911 года в селении Хатуей Лескенского района Кабардино-Балкарской АССР в семье кабардинцев.
В 1939 году К. К. Тарчоков стал председателем колхоза в Лескенском районе КБАССР. В 1941 году вступил в ВКП(б)/КПСС.
Участник Великой Отечественной войны. Камбулат Кицуевич сражался на Донском фронте, участвовал в освобождении Белоруссии и Латвии, штурме Кёнигсберга. Награждён медалью «За отвагу».
После боевого ранения вернулся на родину, где был вновь назначен председателем колхоза. За довольно короткое время ему удалось восстановить довоенный уровень колхозного производства.
С 1953 года К. К. Тарчоков являлся председателем колхоза им. Ленина в селе Аргудан Лескенского района КБАССР. Он по крупицам собирал новинки сельскохозяйственной науки и внедрял в производство все самое лучшее. Валовой сбор зерна вырос в пять раз, что привело и к увеличению животноводства. Благодаря Тарчокову колхозники научились выращивать высокие урожаи с минимальными затратами на основе механизации. Указом Президиума Верховного Совета СССР от 17 января 1961 года присвоено звание Героя Социалистического Труда с вручением ордена Ленина и золотой медали «Серп и Молот».
Председатель колхоза стал известен далеко за пределами родной Республики, а в возглавляемый им колхоз приезжали перенимать опыт получения высоких урожаев и ведения хозяйства. 13 июля 1967 года колхоз был награждён орденом Ленина.
Камбулат Кицуевич уделял большое внимание социальному развитию села. При нём на колхозные средства были построены больница, детский сад, школы, дом культуры, жилые дома.
Избирался депутатом Верховного Совета СССР 5-го — 9-го созывов.
Награждён 3 орденами им. Ленина, орденом Октябрьской Революции, 2 орденами Трудового Красного Знамени и другими медалями.
Погиб в автокатастрофе 18 августа 1977 г.
Имя К. К. Тарчокова в 1978 году было присвоено одной из улиц города Нальчик.